# Cesare Dell'Acqua
Pour les articles homonymes, voir Dellacqua.
Cesare Dell'Acqua, né le 22 juillet 1821 à Piran et mort le 16 février 1905 à Ixelles, est un peintre italien reconnu pour ses œuvres à caractère historique. Bénéficiant de mécénats parmi les aristocrates et souverains européens, il est amené à décorer des lieux tels que le château de Miramare ou le château des Amerois. Installé à Bruxelles dès 1848, il conserve des relations avec la ville de Trieste. Ses œuvres sont présentées à des expositions en Europe, aux États-Unis et en Australie jusqu'à la fin du XIXe siècle. À sa mort, il personnifie le « vieux genre » avec tous ses agréments. Il laisse également une production importante d'aquarelles. 

## Biographie

### Origines familiales
Cesare Felix Georges Dell'Acqua né le 22 juillet 1821 à Piran (ou Pirano d'Istria), près de Trieste, est le fils du juge Andrea Dell'Acqua et de Caterina Lengo. Orphelin de père en 1826, il est élevé avec ses trois frères par leur mère à Koper (ou Capodistria), dans l'actuelle Slovénie. Il a d'abord étudié à Koper, avant de déménager en 1833 à Trieste. Il doit travailler pour une compagnie maritime, mais consacre son temps libre au dessin. Ses esquisses sont remarquées par le sculpteur vénitien Pietro Zandomeneghi qui lui conseille d'étudier la peinture.

### Début de carrière

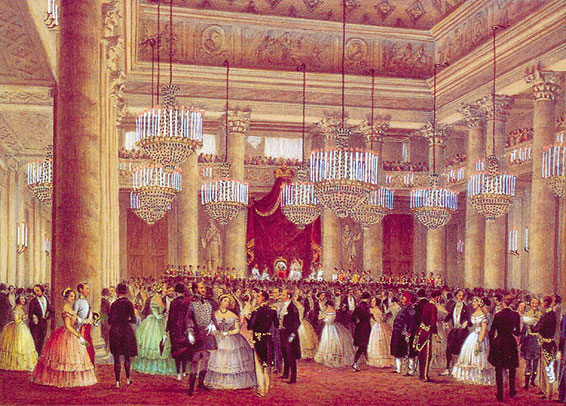
Bal donné au Palazzo della Borsa en l'honneur de la visite de l'empereur et de l'impératrice d'Autriche, lithographie de Dell'Acqua, Trieste, 1844.

Nanti d'une bourse d'études, Cesare Dell'Acqua fréquente, de 1842 à 1847, l'académie des beaux-arts de Venise où il étudie sous la direction de Ludovico Lipparini, Odorico Politi et Michelangelo Grigoletti. En 1844, à l'issue d'une visite à Trieste de l'empereur Ferdinand Ier, les autorités de la ville confient à Dell'Acqua et à Alberto Rieger la réalisation de quinze lithographies commémorant la visite impériale. Neuf des lithographies, publiées sous forme d'album en 1845 sont de Dell'Acqua, dont la minutie d'exécution est favorablement appréciée par ses contemporains. L'un de ses premiers tableaux historiques, La Rencontre de Cimabue et du jeune Giotto (1847) est acquis par l'archiduc Jean d'Autriche. Après cela, il commence à recevoir des commandes de familles nobles et aristocratiques, dont celle du prince Alois II de Liechtenstein.

### Installation à Bruxelles
Après ses études, il voyage à travers l'Europe avec son mécène, le baron Ludovico Luigi Reszan, à Vienne, Munich et Paris. Reszan présente Dell'Acqua à Johann Friedrich Overbecq, nazaréen allemand reconnu pour ses peintures religieuses de style épuré. En 1848, il s'installe à Bruxelles où il rejoint son frère aîné Eugène qui y est établi en qualité de négociant ; il y poursuit ses études auprès de Louis Gallait, lequel exerce une influence majeure sur son travail. Il commence à se spécialiser dans les œuvres représentant des événements historiques, un genre prisé à l'époque. Dès 1849, il devient membre du Cercle Artistique et Littéraire de Bruxelles fondé deux ans auparavant. Lorsqu'il participe au Salon de Bruxelles de 1857, la critique estime qu'il a fait de grands progrès depuis trois ans. Son tableau Les habitants de Brescia accueillent les Milanais après la destruction de leur ville par Frédéric Barberousse en 1162 présente une excellente ordonnance de la composition qui n'est pas son seul mérite, les figures sont bien dessinées, les costumes et les accessoires sont d'une rigoureuse exactitude. Le coloris est chaud dans les parties lumineuses et fin dans les ombres. Son Étude de moine témoigne également de ses progrès : la tête fortement éclairée est peinte avec beaucoup de fermeté et très bien modelée.
Le 15 mars 1855, à Schaerbeek, il épouse Caroline van der Elst (1835-1905). Le couple, qui demeure rue Rogier à Schaerbeek, a deux filles : Eva (1856-1930) et Alina (1857-1948). Sa fille aînée, Eva Dell'Acqua, est devenue une chanteuse et compositrice renommée. Concomitamment à son intégration dans la société bruxelloise, Dell'Acqua conserve des contacts étroits avec Trieste. Entre 1852 et 1877, il réalise un certain nombre d'œuvres commandées à Trieste qui établissent sa réputation de peintre. Il a également exécuté deux œuvres pour l'église grecque orthodoxe de Trieste : Le Sermon de Jean dans le désert, si acclamé qu'il obtient la citoyenneté de la ville en 1851.

### Reconnaissance officielle

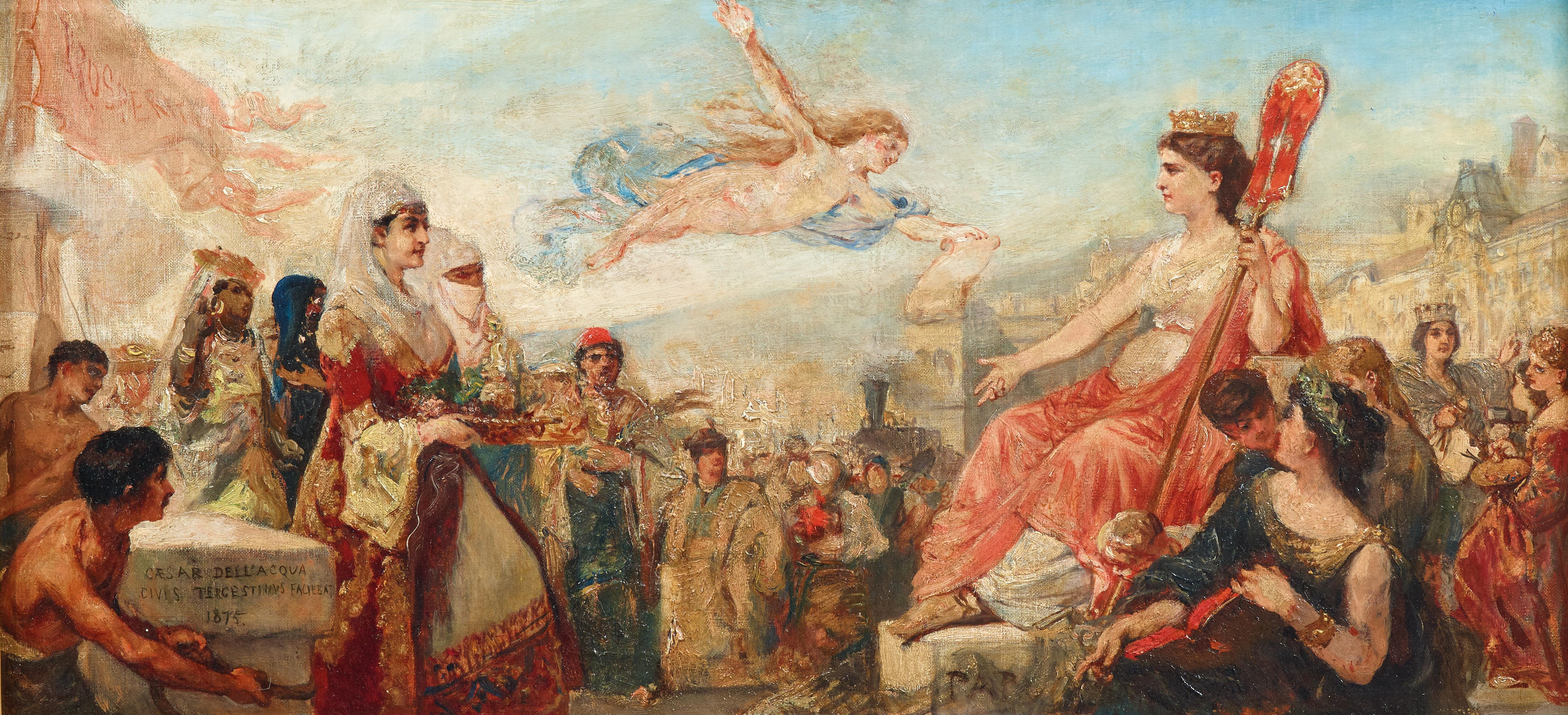
Cesare Dell'Acqua, étude d'une allégorie de Trieste, 1875.

L'archiduc Maximilien, ayant remarqué les œuvres de Dell'Acqua à Trieste, commande à l'artiste l'exécution d'une série de peintures destinées à orner son château de Miramare, dont la construction vient de débuter en 1856. Dell'Acqua réalise quatre toiles représentant des événements historiques : Livie aux récoltes de Pucino (1856), L'empereur Léopold visitant le couvent de Grignano (1857), L'arrivée de la députation mexicaine offrant la couronne du Mexique à Maximilien (1863) et L'arrivée de l'impératrice Élisabeth à Miramare (1865), une allégorie de la construction du palais de Miramare et deux autres scènes relatives à Miramare achevées après la mort de l'empereur en 1867.
En 1873, Cesare Dell'Acqua participe à l'Exposition universelle de Vienne et, l'année suivante, à l'exposition internationale de Londres. Dans la seconde partie de sa carrière, toujours installé à Bruxelles, il réalise de nombreux tableaux destinés comme illustrations de livres. En 1877, il reçoit une commande de Philippe, comte de Flandre, lui demandant de réaliser deux œuvres dans sa villégiature d'été : le château des Amerois. À Bruxelles, il réalise les commandes de familles éminentes de la capitale, telles que les Errera, van Wambecke et van der Elst, dont il réalise les décors de leurs hôtels particuliers dans les années 1870 et 1880. Des œuvres de Dell'Acqua sont exposées à Philadelphie (1882), Adélaïde (1887), Melbourne (1888), ainsi qu'à l'Exposition universelle de 1893 à Chicago et au Salon de Bruxelles de 1897. 

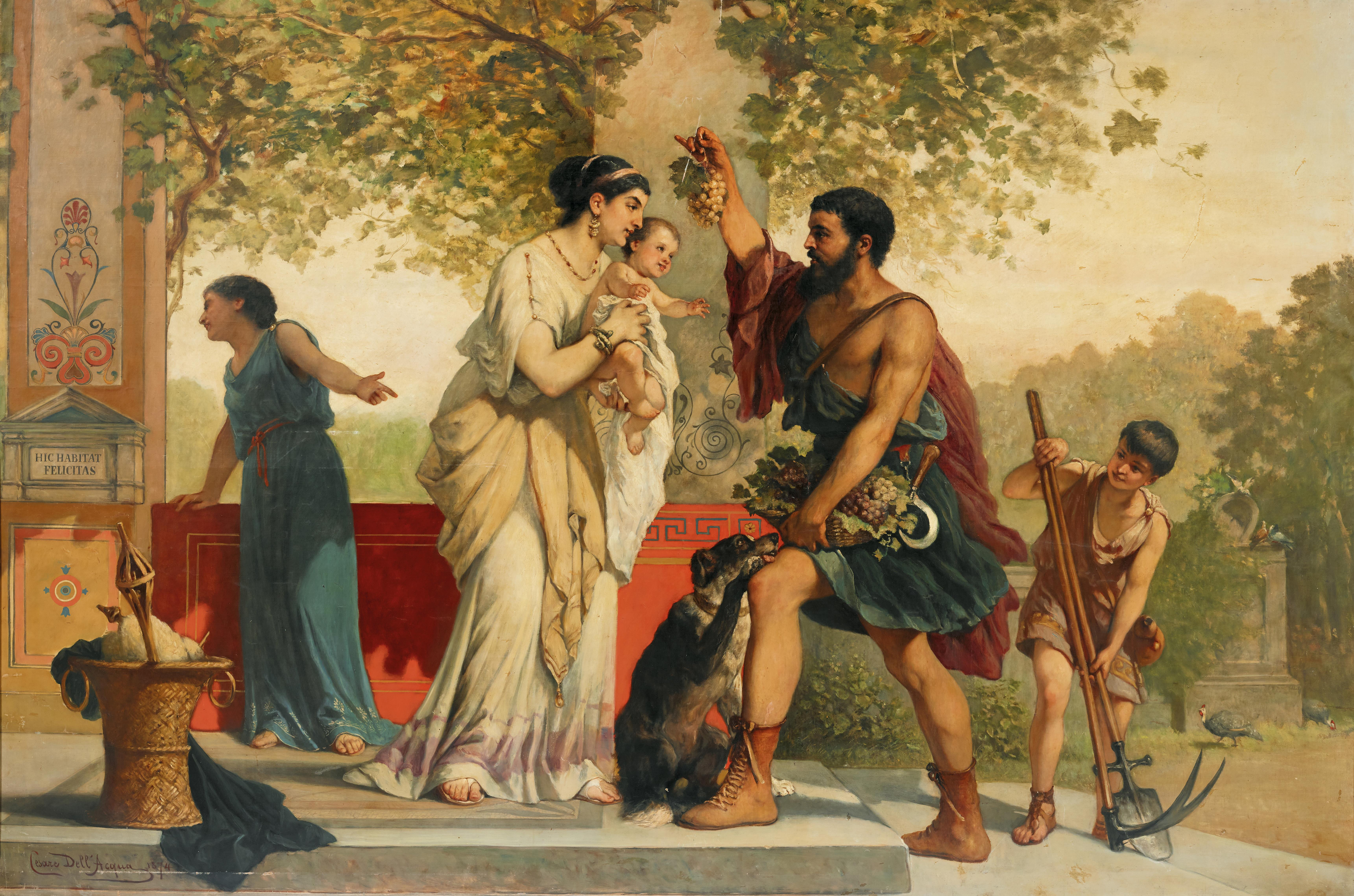
Cesare Dell'Acqua : Les vendanges à Pompéi (1874).

En plus des thèmes historiques et des peintures à l'huile décoratives, Dell'Acqua a également peint de nombreux sujets féminins habillés en costume traditionnel grec et oriental. Après la série de lithographies en l'honneur de la visite impériale à Trieste, il poursuit son activité d'illustrateur, particulièrement heureux dans les sujets folkloriques et les contes pour enfants. Les sujets et le style de ces œuvres, qu'il réalise dans les deux dernières décennies du XIXe siècle, sont étroitement liés à sa production picturale de ses dernières années, constituée principalement de scènes de genre, dans le sillage de la tradition flamande des épisodes familiers de la vie domestique. Ses personnages et leurs faits infimes sont traités parfois jusque dans leur aspect quelque peu grotesque. Cesare Dell'Acqua s'est également chargé de la scénographie, en concevant les scènes de certains spectacles (notamment des opérettes) mis en musique par sa fille Eva. Enfin, Cesare Dell'Acqua a réalisé une vaste (bien que largement perdue) production d'aquarelles. En 1860, Dell'Acqua compte parmi les membres fondateurs de la Société des aquarellistes, et participe régulièrement aux expositions annuelles, jusqu'à sa mort.

### Mort et exposition rétrospective
Cesare Dell'Acqua meurt, à 83 ans à Ixelles le 16 février 1905, où il résidait, rue du Prince royal, no 83. Le peintre est inhumé au cimetière d'Ixelles. À la fin de la même année, en décembre, le Cercle artistique organise à Bruxelles une grande exposition rétrospective des œuvres de Dell'Acqua, présentes dans son atelier au moment de sa mort. La critique exprime quelques réserves, évoquant : « la variété d'une palette toutefois inégale ». Dans les années qui suivent, de concert avec le climat d'avant-garde du XXe siècle, l'intérêt pour l'artiste et sa peinture à dominante académique et didactique s'estompe rapidement.

### Postérité
Quatre jours après la mort de Cesare Dell'Acqua, L'Indépendance belge publie cet hommage :

« Le peintre Cesare Dell'Acqua qui vient de mourir, âgé de 84 ans, laisse un souvenir éminemment sympathique, tant comme artiste que comme homme. De l'artiste, on pourrait dire qu'il a vécu trop longtemps pour sa gloire. Malade depuis quelques années déjà, il ne laissait pas d'être oublié et sans doute il en souffrait plus que de sa décadence physique, car il aimait passionnément son art et, malgré les soins affectueux et dévoués dont il était entouré, il lui était cruel, au moins pour l'honneur, de ne plus figurer aux expositions[…]. Il avait dévoré les joies du succès ; et, alors même que sa notoriété commença de décliner, il se plaisait encore à se montrer « toujours sur la brêche », suivant la formule que lui dédiait la critique. Sur l'homme, pas un dissentiment : il était charmant […] Son cœur battait à l'unisson du patriotisme italien et, encore qu'il ne se piquât point de politique et ne fût pas taillé pour lever l'étendard de la révolte, il n'est pas de réfugié d'Italie, échoué parmi nous, qui ne trouvât auprès de lui un accueil amical et fraternel. […] Son talent se rattachait aux plus nobles traditions des écoles vénitiennes, non sans quelques contacts avec les autres écoles italiennes, depuis la Lombardie jusqu'à Florence.[…] Des tableaux de Cesare Dell'Acqua figurent dans nos musées ; mais pour apprécier à sa valeur le talent de cet artiste, il faudrait pénétrer dans les hôtels princiers qu'il lui fut donné d'illustrer de décorations où se continue la tradition des Véronèse et des Tiepolo »

## Œuvres
Ses peintures figurent dans un certain nombre de collections publiques, notamment : les musées de Bruxelles, Anvers, Trieste et Bruges. Bien qu'il soit principalement connu pour ses œuvres historiques, il peint également des sujets orientaux. 

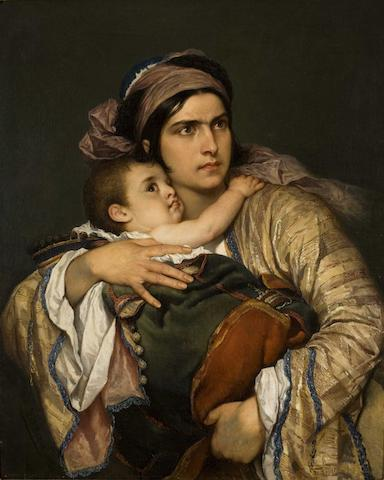
Mère grecque, 1860.
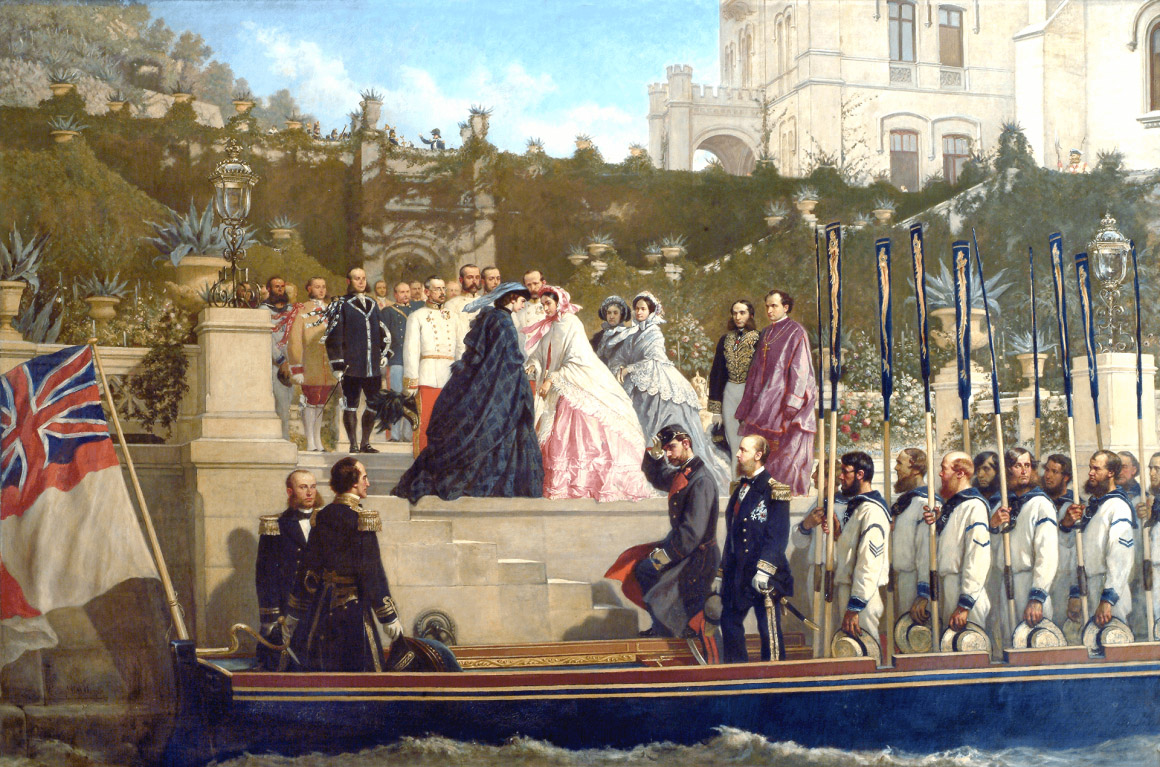
L'impératrice Élisabeth et l'empereur François-Joseph Ier d'Autriche arrivent au Château de Miramare pour rencontrer l'archiduc Maximilien et son épouse Charlotte de Belgique, 1865.
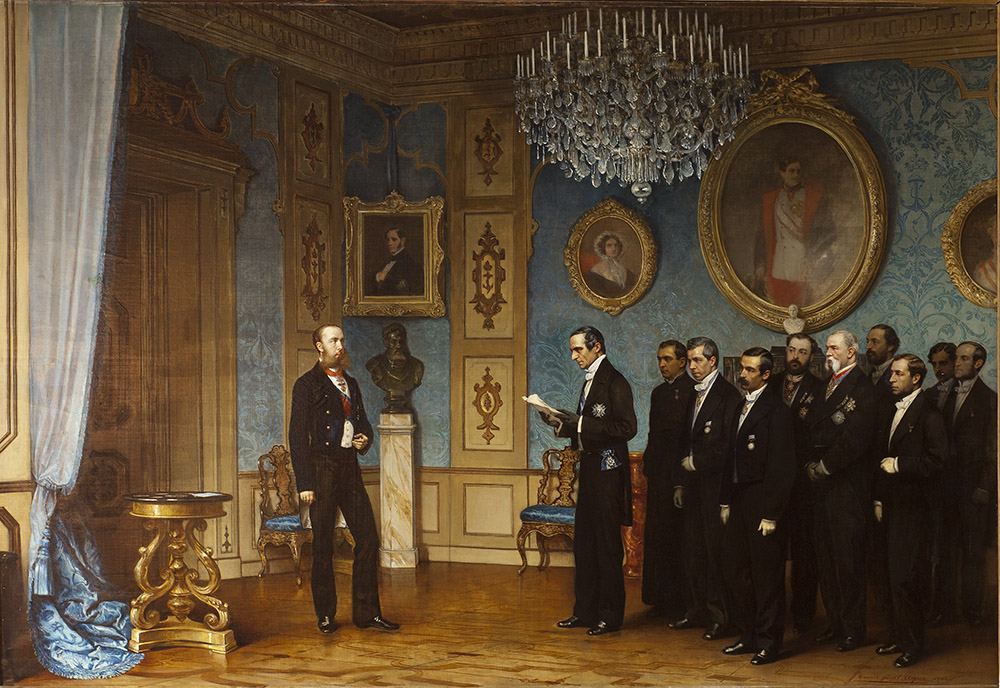
L'archiduc Maximilien est nommé empereur du Mexique, 1867.
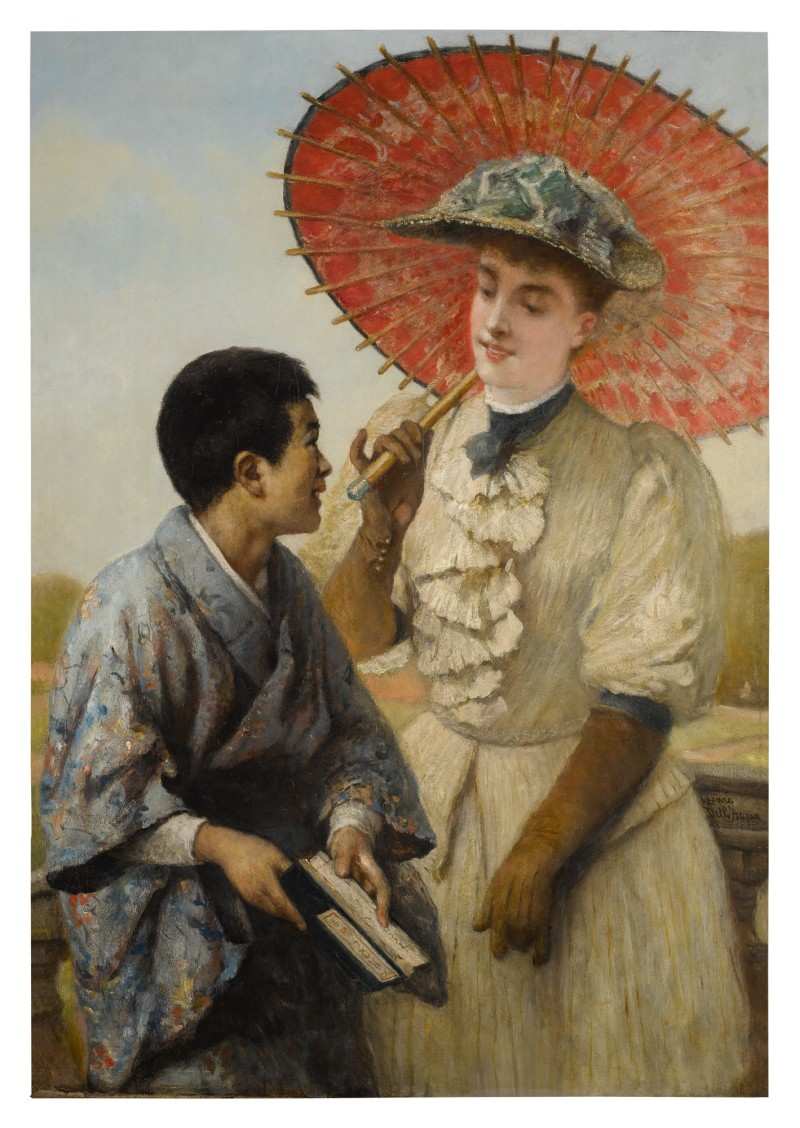
Le guide japonais.

## Phaléristique
Cesare Dell'Acqua est :
- Chevalier de l'ordre de Léopold (16 novembre 1863)[8].
- Officier de l'ordre de Léopold (5 octobre 1866)[9].
- Grand officier de l'ordre de Léopold (4 mai 1881)[10].
- Officier de l'ordre de Notre-Dame de Guadalupe, (Empire mexicain).